# ルイス・ゲイロード・クラーク

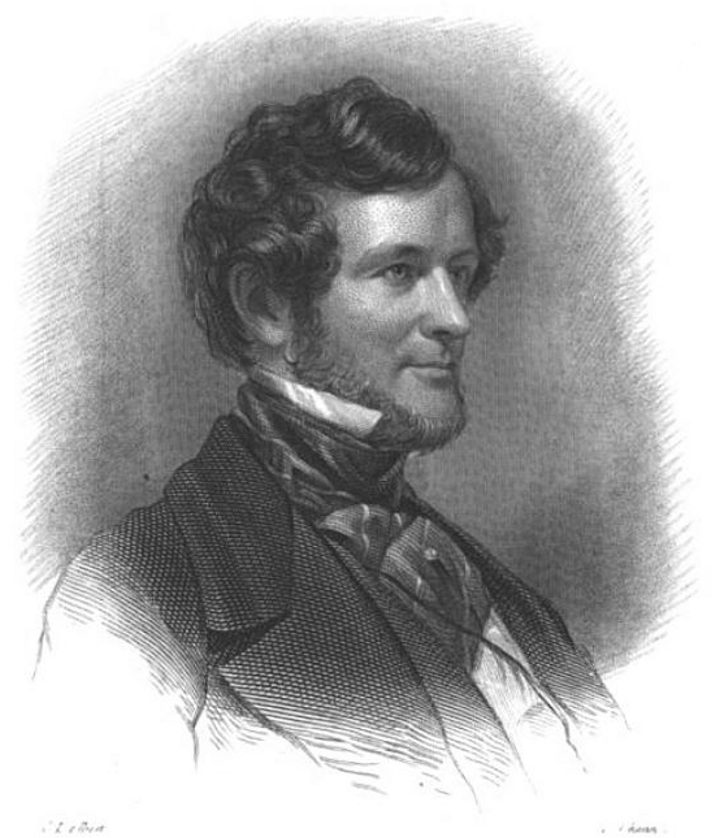
ルイス・ゲイロード・クラーク、1855年のエングレービング。

ルイス・ゲイロード・クラーク（Lewis Gaylord Clark、1808年10月5日 - 1873年11月3日）は、アメリカ合衆国の編集者で、ウィリス・ゲイロード・クラークの双子の兄弟。

## 経歴
クラークは、1808年に、ニューヨーク州オティスコに生まれた。クラークは、チャールズ・フェンノ・ホフマンの後継者として雑誌『ニッカボッカー』の編集発行人になり、1834年から1861年にかけて、四半世紀以上にわたってこの職にあった。1840年ころには、同誌は当時のアメリカ合衆国で最も影響力の大きな文芸雑誌となったが、これはワシントン・アーヴィング、ウィリアム・カレン・ブライアント、ナサニエル・パーカー・ウィリス、ヘンリー・ワズワース・ロングフェローといった作家たちの寄稿に加え、クラーク自身が担当する「Editors Table」（編集者欄）、「Gossip with Readers and Correspondents」（読者との通信）といったページによってのことであった。しかし、財政上の問題から、同誌は廃刊に至り、クラークはニューヨーク州ピエモントに移り、『ニッカボッカー』誌のかつての寄稿者たちが、寄稿した作品を集めて『The Knickerbocker Gallery』を出版するなどして資金を集めて彼に贈った家に住んだ。クラークは著書として、自身の随筆を集めた『Knickerbocker Sketch-Book』（1850年）や、『Knick-Knacks from an Editor's Table』（1852年）を出版した。
編集者としてのクラークは、同業の編集者で作家でもあったとエドガー・アラン・ポーと敵対関係にあった。両者は、それぞれの雑誌において、相手への非難を応酬した。